# Левент (квартал)
Вижте пояснителната страница за други значения на Левент.
Левент (на турски: Levent) е квартал и един от най-големите бизнес центрове на Истанбул, който се намира в европейската част на града. Той е част от община Бешикташ, намираща се на север от Златния рог, на западния бряг на Босфора.
Левент, заедно с близкия Маслак, е един от основните бизнес квартали в европейската част на града, където в момента се изграждат или са в процес на планиране множество проекти за небостъргачи. Тук се намира един от модерните силуети на града, скрит зад хълмовете на Босфора и не нарушаващ историческата атмосфера на Златния рог, който е на доста разстояние. 
Най-високият небостъргач в Левент е 54-етажният Истанбул Сапфир, който има височина на покрива от 238 метра (261 метра, включително шпила му). Това е най-високият небостъргач в Истанбул и Турция между 2010 и 2016 г. — от 2020 г. това е 4-ият по височина небостъргач в Истанбул и Турция, след Metropol Istanbul Tower 1 (70 етажа / 301 метра включително неговите двойни кули) в квартал Аташехир в азиатската част на града; и Skyland Istanbul Towers 1 и 2 (2 x 70 етажа / 293 метра), разположени в непосредствена близост до стадион Тюрк Телеком в квартал Сейрантепе в район Саръйер, от европейска страна. В Левент също се намират и небостъргачите İşbank, Akbank, TAT Tower, Sabancı center и много други.

Станциите Левент и Левент 4 по линията М2 на метрото в Истанбул обслужват бизнес района Левент и околните квартали.

## Етимология
Името „Левент“ всъщност е широко разпространено име сред мъжете в Турция. Левенти са били наричани моряците в Османската империя. Име, което било възприето от турските мъже и по късно в администрацията.

## История
В началото на XIX век, през последните години от управлението на султан Селим III, в Левент е построен първият военен комплекс на армията Низам-и Джедид (Нов ред), който тогава е известен като Левент Чифлик (Левендски земеделски земи). В крайна сметка става известен като Levent Kışlası (Левентска казарма).
През 1868 г., по време на първата териториална организация на Истанбулската община, Левенд (чието произношение е променено на Левент след реформата на турския език) е поставен в район Бешикташ (който е определен като 7-ма област на Истанбулската община), оттогава остава в този район.
Модерният квартал Левент е формиран през 1947 г., когато Emlak Kredi Bankası (турска банка, създадена за финансиране на жилищни проекти) избира района на Левент за изграждане на добре планиран жилищен комплекс, съставен предимно от къщи тип вила с градини. След завършването на първата фаза на проекта Левент през 1960 г. в района са построени множество други жилищни комплекси, които в крайна сметка се простират към близкия Етилер.
Започвайки от края на 1980-те и началото на 1990-те, с първоначални проекти като Sabancı Center, Yapı Kredi Towers, TAT Towers, Metrocity Towers и İş Bankası Towers, Левент се превръща в популярно място за изграждане на нови небостъргачи, предимно собственост на турски банки и конгломерати. Един от най-големите клъстери на силуета на града (заедно с тези на Маслак и Шишли от европейската страна; и Аташехир и Козятаъъ от азиатската страна на Истанбул) се намира в Левент. В Левент се намира един от най-високите небостъргач в Истанбул и Турция, 54-етажния Istanbul Sapphire; докато строителството на множество нови проекти за небостъргачи със смесено предназначение и търговски центрове продължава в квартала, който се превръща в централен бизнес район.